# Cime de l'Encoula
La Cime de l'Encoula (o, più semplicemente Encoula - 3.536 m s.l.m.) è una montagna del Massiccio degli Écrins. Si trova nel dipartimento francese dell'Isère.

## Salita alla vetta
La prima ascensione risale al 1º agosto 1879 ad opera di Henry Duhamel con Pierre Gaspard padre e Giraud-Lézin.
La via normale di salita alla vetta avviene lungo il versante sud passando dal Col de l'Encoula